# Трижды Ана
Трижды Ана (исп. Tres veces Ana) — мексиканская 123-серийная мелодрама с элементами драмы 2016 года производства Televisa, являющиеся адаптацией телесериала Узы любви. Трёхкратный лауреат премии TVyNovelas. Телесериал противопоказан к просмотру детям, младше 14 лет.

## Сюжет
Ана Лусия, Ана Летисия и Ана Лаура - тройняшки. Когда девочки были маленькие, произошел несчастный случай, в результате которого они потеряли родителей, а Ана Лусия пропала без вести. Донья Эрнестина, бабушка тройняшек, посвятила всю свою жизнь поискам Аны Лусии.

## Создатели телесериала

### В ролях
- Angelique Boyer — Ana Lucía Hernández / Ana Leticia Álvarez del Castillo Rivadeneira / Ana Laura Álvarez del Castillo Rivadeneira[1]
- Себастьян Рульи — Santiago García / Marcelo Salvaterra
- David Zepeda — Ramiro Fuentes[2]
- Susana Dosamantes[3] — Ernestina Rivadeneira
- Blanca Guerra — Soledad Hernández
- Pedro Moreno — Iñaki Nájera
- Ramiro Fumazoni — Mariano Álvarez del Castillo[4]
- Эрик дель Кастильо[5] — Evaristo Guerra
- Ана Берта Эспин[6] — Remedios García
- Olivia Bucio — Nerina Lazcano Vda. de Padilla
- Лус Мария Херес — Julieta de Escárcega
- Летисия Пердигон[7] — Doña Chana
- Nuria Bages — Leonor Muñoz
- Laisha Wilkins — Jennifer Corbalán
- Моника Санчес — Viridiana Betancourt
- Отто Сирго — Rodrigo Casasola
- Карлос де ла Мота — Valentín Padilla Lazcano
- Антонио Медельин — Isidro Sánchez
- Роберто Бальестерос — Tadeo Nájera
- Sachi Tamashiro — Maribel Alfaro
- Alfredo Gatica — Orlando Navarro
- Alan Slim — Javier Nájera
- Альфонсо Итурральде — Bernardo
- Eddy Vilard — Daniel Hinojosa
- Лусеро Ландер — Miranda
- Арсенио Кампос — Sandro Escárcega
- Rolando Brito — Edmundo Fuentes
- Fabián Pizzorno — Facundo Salvaterra
- Рауль Маганья — Ignacio Álvarez del Castillo
- Ricardo Barona — Alfredo
- Jackie Sauza — Lourdes Rivadeneira de Álvarez del Castillo
- Nataly Umaña — Gina
- Vanessa Angers — Valeria
- Maru Dueñas — Cecilia
- Anahí Fraser — Claudia
- Арчи Лафранко — Samuel
- Adriana Ahumada — Susy
- Ricardo Kleinbaum — Aníbal Ortiz
- José Montini — «El Curvas»

## Награды и премии

### TVyNovelas (3 из 11)
Победу одержали:
- лучшими актёрами признаны Анхелике Бойер и Себастьян Рульи.
- Пабло Альборан получил премию за лучшую песню к заставке.